# 盖布维莱尔区
盖布维莱尔区（法語：Arrondissement de Guebwiller）是法国上莱茵省的一个旧区。总面积584平方公里，总人口84231，人口密度144人/平方公里（2012年）。主要城镇为盖布维莱尔。2015年，盖布维莱尔区与坦恩区合并为坦恩-盖布维莱尔区。

## 辖区
盖布维莱尔区曾辖有47个市镇。